# Heaven Is a Place on Earth
Heaven Is a Place on Earth ist ein Lied von Belinda Carlisle aus dem Jahr 1987, das von Rick Nowels und Ellen Shipley geschrieben wurde. Es erschien auf dem Album Heaven on Earth.

## Geschichte
Für das Lied ließen sich die Songwriter von der Arie Schlafe, mein Liebster, genieße der Ruh aus Johann Sebastian Bachs Weihnachtsoratorium inspirieren. Als Backgroundsänger sangen, neben den Songwritern, Michelle Phillips von The Mamas and the Papas und Diane Warren. Das Keyboard spielte Thomas Dolby.
Die Veröffentlichung erfolgte im September 1987, In den USA, Großbritannien, Irland, Neuseeland, Schweiz, Norwegen, Schweden und Südafrika erreichte der Popsong die Spitzenposition der Charts.
In Filmen wie Romy und Michele, American Pie – Jetzt wird geheiratet, Was Mädchen wollen, Wild Child, Harold & Kumar 2 – Flucht aus Guantanamo und Love and other Drugs – Nebenwirkung inklusive konnte man das Lied hören. In der Episode Heroisch der US-amerikanischen Fernsehserie The Handmaid’s Tale – Der Report der Magd sowie in der Episode San Junipero der britischen Science-Fiction-Fernsehserie Black Mirror spielt es in der Handlung eine tragende Rolle.

## Musikvideo
Regie für das Musikvideo führte die Schauspielerin Diane Keaton. Von der Gestaltung her ist es surreal gehalten und auch Carlisles Ehemann tritt im Video auf. In der Handlung bietet Belinda Carlisle das Lied dar, während schwarz maskierte Kinder Globen halten und Carlisle mit ihrem Ehemann schmust. Der Clip wurde im Six Flags Magic Mountain gedreht.

## Kommerzieller Erfolg

### Chartplatzierungen
| ChartsChartplatzierungen       | Höchstplatzierung | Wochen |
| ------------------------------ | ----------------- | ------ |
| Deutschland (GfK)              | 3 (15 Wo.)        | 15     |
| Österreich (Ö3)                | 10 (8 Wo.)        | 8      |
| Schweiz (IFPI)                 | 1 (15 Wo.)        | 15     |
| Vereinigte Staaten (Billboard) | 1 (21 Wo.)        | 21     |
| Vereinigtes Königreich (OCC)   | 1 (15 Wo.)        | 15     |

| ChartsJahrescharts (1988)      | Platzierung |
| ------------------------------ | ----------- |
| Deutschland (GfK)              | 38          |
| Schweiz (IFPI)                 | 8           |
| Vereinigte Staaten (Billboard) | 7           |

### Auszeichnungen für Musikverkäufe
| Land/Region                  | Auszeichnungen für Musikverkäufe (Land/Region, Auszeichnung, Verkäufe) | Verkäufe |
| ---------------------------- | ---------------------------------------------------------------------- | -------- |
| Dänemark (IFPI)              | Platin                                                                 | 90.000   |
| Italien (FIMI)               | Gold                                                                   | 50.000   |
| Kanada (MC)                  | Gold                                                                   | 50.000   |
| Neuseeland (RMNZ)            | 2× Platin                                                              | 60.000   |
| Spanien (Promusicae)         | Gold                                                                   | 30.000   |
| Vereinigtes Königreich (BPI) | Platin                                                                 | 600.000  |
| Insgesamt                    | 3× Gold · 4× Platin ·                                                  | 880.000  |

## Coverversionen
- 1989: The Shadows
- 1997: Kafkas
- 2002: DJ Lhasa
- 2003: Gregorian
- 2005: Virus Incorporation
- 2006: Nightfall
- 2008: Elvenking
- 2009: MxPx
- 2011: U-Jean feat. Carlprit
- 2013: Mia Julia Oh Baby (deutsche Version)
- 2017: Ikke Hüftgold Urensohn (deutsche Version)
- 2020: Rita Liiver (Puudub Piir) (estnische Version)
- 2022: W&W feat. AXMO